# WWE Main Event
WWE Main Event is een professioneel worstel programma geproduceerd door World Wrestling Entertainment (WWE) dat oorspronkelijk werd uitgezonden op Ion Television in de Verenigde Staten. Momenteel is het programma te zien via WWE Network en Hulu op donderdagavond. Main Event was van 2012 tot en met 2014 live te zien in Amerika. Na de laatste binnenlandse tv-uitzending verhuisde de show naar het internet. De show biedt WWE-worstelaars die niet in aanmerking komen voor RAW, op deze manier toch een podium. Vanwege een samenwerking met de Britse omroep Sky Sports, worden afleveringen niet op dezelfde dag uitgezonden op WWE Network, maar 18 dagen na de opnames. De shows worden opgenomen vlak voor het begin van Monday Night RAW.